# Władimir Dawatc
Władimir Christianowicz Dawatc, ros. Владимир Христианович Даватц (ur. 6 czerwca 1883 we Włodzimierzu, zm. 7 listopada 1944 w rejonie Sijenicy w okupowanej Jugosławii) – rosyjski matematyk i wykładowca akademicki (profesor), wydawca, publicysta i działacz samorządowy, emigracyjny pisarz i działacz kombatancko-wojskowy, żołnierz Rosyjskiego Korpusu Ochronnego podczas II wojny światowej

## Życiorys
Ukończył studia matematyczne. Do 1914 r. był privatdozentem uniwersytetu w Charkowie. Następnie został profesorem; wykładał na charkowskich wyższych kursach żeńskich. W 1918 r. zaczął redagować pismo "Новая Россия". Jednocześnie został członkiem zarządu miasta i wybrano go do rady miasta. Latem 1919 r. wstąpił ochotniczo do wojsk białych gen. Antona I. Denikina. Służył jako szeregowiec w załodze pociągu pancernego "Na Moskwę". Po ewakuacji na Krym ponownie trafił do pociągu pancernego. Awansował do stopnia starszego szeregowca. Jednocześnie współpracował z pismami takimi, jak "Юг России", czy "Таврический голос". W poł. listopada 1920 r. w składzie 2 baterii 6 dywizjonu pociągów pancernych ewakuował się do Gallipoli. Tam wykładał nauki matematyczne dla oficerów-artylerzystów. Wraz z gen. Aleksandrem P. Kutiepowem założył Stowarzyszenie Gallipojczyków. W czerwcu 1921 r. przeszedł kurs artyleryjski, po czym awansował do stopnia podporucznika. W Paryżu opublikował wspomnienia z okresu wojny domowej pt. "На Москву". Zamieszkał w Bułgarii, a następnie Królestwie SHS. Objął funkcję sekretarza Stowarzyszenia Gallipojczyków. Do 1930 r. redagował w Belgradzie pismo "Новое Время". W 1923 r. wydał kolejną książkę pt. "Русская Армия на чужбине". W organie prasowym Stowarzyszenia Gallipojczyków publikował dziennik, będący przedłużeniem jego pamiętników. Publikował liczne artykuły w różnych pismach emigracyjnych, jak "Часовой", czy "Вестник Галлиполийцев". Zajmował się też historią masonerii. Jednocześnie wraz z baronem gen. Piotrem N. Wranglem prowadził inspekcje miejsc dyslokacji białych wojskowych w Królestwie SHS. W 1926 r. w Belgradzie opublikował książkę pt. "Годы. Очерки пятилетней борьбы". W 1934 r. był współautorem zbioru artykułów pt. "Генерал Кутепов: сборник статей". Po zajęciu Jugosławii przez wojska niemieckie w kwietniu 1940 r., wstąpił do Rosyjskiego Korpusu Ochronnego. Otrzymał stopień starszego szeregowego. 7 listopada 1944 r. zginął w Sijenicy w Bośni, kiedy pozycje jego zapasowego batalionu zostały zbombardowane przez sowieckie samoloty.

## Publikacje
- "На Москву", Paryż 1921,
- "Русская армия на чужбине" Belgrad1923 (współautor),
- "Русские в Галлиполи 1920 - 1921: сборник статей, посвященный пребыванию 1-го армейского корпуса Русской армии в Галлиполи", Berlin 1923,
- "Вестник Главного Правления Общества Галлиполийцев (1921-1924)", Belgrad 1924,
- "Годы: Очерки пятилетней борьбы", Belgrad 1926,
- "Правда о Струве. Опыт одной биографии", Belgrad 1934,
- "Генерал Кутепов: сборник статей", Paryż 1934,
- "Материалы для библиографии русских научных трудов за рубежом, 1920-1930 г.г., Belgrad (współautor).

## Prace matematyczno-naukowe
- "К вопросу об теории совершенных чисел", Belgrad 1933,
- "К вопросу об огибающих семейств плоских кривых, зависящаго от одного параметра", Belgrad,
- "Об одном свойстве окружностей", Belgrad 1930,
- "Несколько проблем, касающихся теории вероятностей", Belgrad 1937.